# Pauline Staegemann

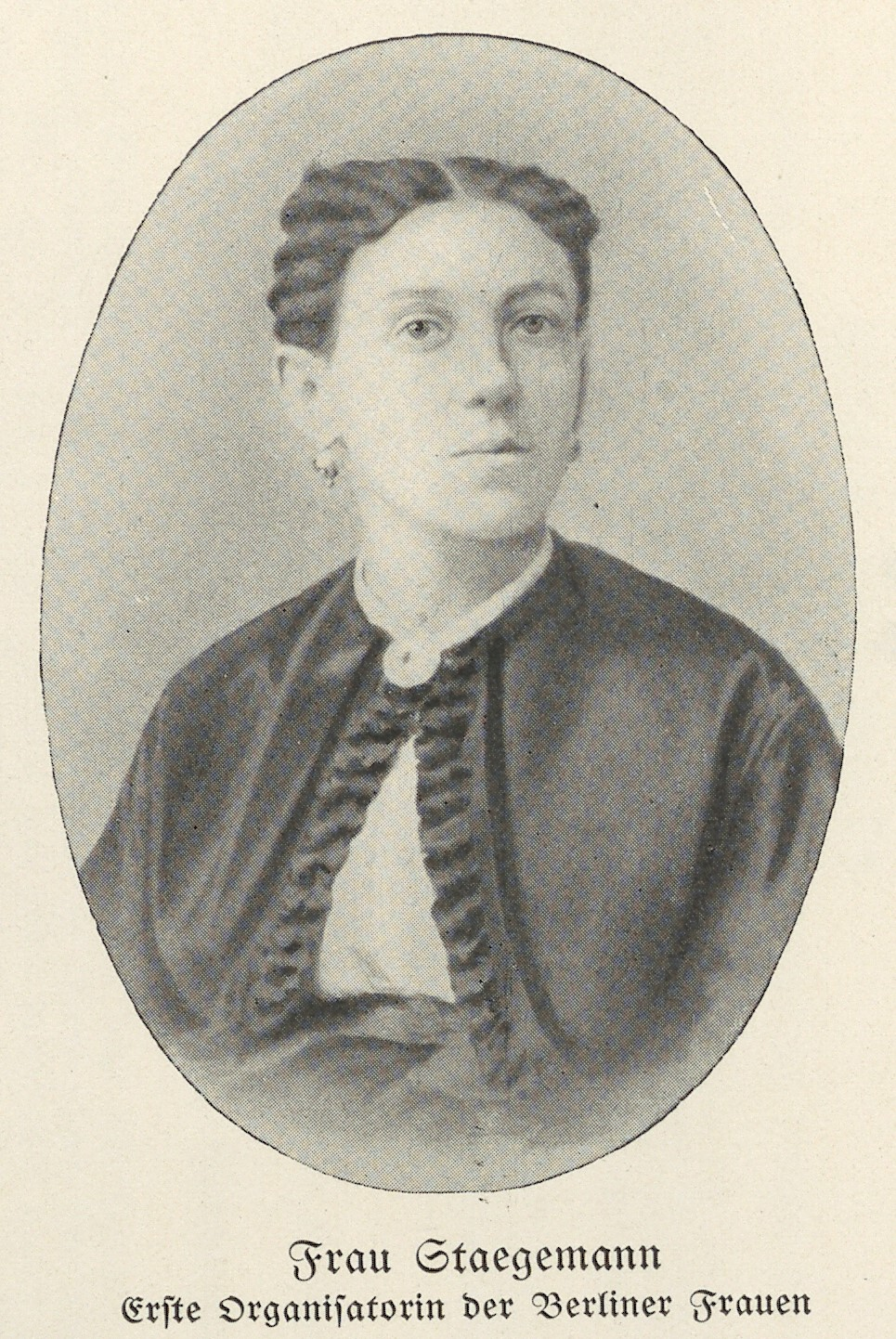
Pauline Staegemann

Pauline Staegemann, geborene Pauline Schuck (* 18. März 1838 in Diedersdorf, Kreis Lebus, Königreich Preußen; † 5. September 1909 in Berlin) war eine deutsche Feministin, Sozialistin und Gewerkschaftspionierin.

## Leben
Pauline Schuck begann ihr Arbeitsleben als Dienstmädchen, ein Beruf der im Kaiserreich nicht nur niedrig angesehen war, sondern aufgrund der preußischen Gesindeordnung einen sehr schlechten rechtlichen Status hatte, so gab es z. B. kein Kündigungsrecht für Hauspersonal und Landarbeiter. Um diese Situation zu verbessern, gründete Pauline Staegemann am 28. Februar 1873 gemeinsam mit den Berliner Arbeiterfrauen Berta Hahn und Johanna Schackow die erste sozialdemokratische Frauenorganisation, den Berliner Arbeiterfrauen- und Mädchenverein.
Anfang 1885 wirkte sie zusammen mit der Frauenrechtlerin Emma Ihrer in der Leitung des von Gertrude Guillaume-Schack in Berlin gegründeten Vereins zur Wahrung der Interessen der Arbeiterinnen. Diesem Verein durften laut Satzung nur „Frauen und Mädchen“ angehören, Männer waren von seinen Versammlungen ausgeschlossen. Ziel des Vereins war eine Hebung der Löhne, die gegenseitige Unterstützung bei Lohnstreitigkeiten, Bildungsarbeit durch wissenschaftliche Vorträge und die Einrichtung einer Bibliothek. Hinzu kam die Förderung sozialer Kontakte zwischen den Frauen durch gesellige Zusammenkünfte sowie die Errichtung einer Arbeitsvermittlung. Der Verein betrieb auch politische Kampagnenarbeit, insbesondere im Bereich der Textilindustrie, wo der Frauenanteil unter den Beschäftigten besonders hoch war. Als der Zoll auf englisches Nähgarn, das die in Heimarbeit tätigen Textilarbeiterinnen selbst finanzieren mussten, erhöht werden sollte, startete man öffentliche Proteste. Es gelang durch eine Petition mit Tausenden von Unterschriften aus ganz Deutschland, die Zollerhöhung zu verhindern. Durch eine parlamentarische Beschwerde, der 1886 mit einem Konfektionsarbeiterinnenstreik Nachdruck verliehen wurde, erreichten die Frauen schließlich eine Änderung des § 115 der Gewerbeordnung des Deutschen Reiches. Die Austeilung von Arbeitsmaterial durch den Unternehmer durfte von da an nur zu ortsüblichen und nicht zu überhöhten Preisen erfolgen.
Staegemann ist die Mutter der sozialdemokratischen Reichstagsabgeordneten Elfriede Ryneck und die Urgroßmutter von Jutta Limbach, der ersten Frau an der Spitze des Bundesverfassungsgerichts.

## Ehrungen
Am 29. Juni 2011 wurde eine Straße im Berliner Bezirk Friedrichshain-Kreuzberg nach Pauline Staegemann benannt.